# Jinx (DC Comics)
Jinx è un personaggio dell'universo fumettistico DC Comics e la leader dei Fearsome Five. Creata da Marv Wolfman e Chuck Patton, comparve per la prima volta in Tales of the Teen Titans n. 56 (agosto 1985).
Il personaggio non ha alcuna relazione con il personaggio maschile omonimo che comparve in Adventure Comics n. 488 come avversario di Chris King e Vicky Grant.

## Storia di pubblicazione
Jinx si unì a un gruppo di super criminali, i Fearsome Five, nemici frequenti dei Teen Titans, di Superman e degli Outsiders. Fu anche un membro della Villainy Inc.. Ancora oggi il suo vero nome rimane sconosciuto.

## Biografia del personaggio
Jinx è una strega elementale indiana i cui poteri includono l'abilità di comandare gli elementi, come l'aria, la manipolazione dell'energia magica che può manifestare come potenti colpi offensivi e fiamme verdi, l'abilità di dissolvere la materia, e la creazione di terremoti. Jinx è calva e snella a causa del cancro. Tradizionalmente indossa solo un bikini in due pezzi tipicamente indiano con gioielli dorati, ed è sempre scalza a causa del fatto che deve essere in contatto con il suolo per utilizzare le sue abilità elementali.
Incontrò per la prima volta i Fearsome Five quando il gruppo attaccò la prigione dei tre stati dov'era incarcerata per richiesta delle autorità indiane. I Five furono sconfitti dai Teen Titans, ma Jinx e Neutron decisero di unirsi ai Fearsome Five. Jinx rimase con il gruppo anche dopo Neutron se ne andò, ma dopo la loro successiva comparsa in Adventures of Superman n. 430 (luglio 1987), in cui combatterono contro Superman insieme ai nuovi membri Deuce e Charger, il gruppo si sciolse, e Jinx fu detenuta nella prigione metaumana di Alcatraz, insieme ai suoi compagni Mammoth e Gizmo.
Jinx fu parte dell'armata di super criminali femminili di Circe che fu sconfitta da Wonder Woman e dalle altre super eroine della Terra. Poco dopo, Jinx fu reclutata dalla Regina Clea nella riformazione dell'organizzazione criminale tutta al femminile Villainy Inc.. Insieme a Cyborgirl, Dottor Poison, Giganta e Trinity, Jinx aiutò Clea nella conquista della terra interdimensionale di Skartaris. Il piano, però, fu comandato da Trinity. Da lì in poi, il gruppo non comparve più.
Successivamente, in una storia presente in Outsiders dal n. 12 al n. 15 (luglio-ottobre 2004), l'arcinemico di Capitan Marvel, il Dottor Sivana, liberò Jinx, Mammoth e Gizmo da Alcatraz. Chiamato anche il loro compagno Psimon e avendo riportato la loro compagna Shimmer in vita dopo che fu trasformata in vetro e infranta, Sivana mise il gruppo a lavorare per lui nel piano di vendere allo scoperto le azioni della LexCorp, facendole rubare dagli account presenti nell'azienda a Metropolis, e quindi svendendole uccidendo le persone all'interno dell'edificio. Sivana fece distruggere alla squadra di altre proprietà della LexCorp. Nell'ultima di queste due, una sussidiaria della LexCorp che fabbricava processori microchip, la Kellacor, i Five si batterono con gli Outsiders. Dopo essere fuggiti, i Five, criminalmente non-sofisticati, misero fretta a Sivana perché portasse le strutture dei missili nucleari della LexCorp vicino Joshua Tree, in California. Quando Sivana si rifiutò, Psimon affermò che ce li avrebbero portati lo stesso, e in risposta, Sivana uccise Gizmo con un colpo laser alla testa, e tagliò ogni contatto con gli altri quattro, avvisandoli che li avrebbe uccisi se si fossero ritrovati di nuovo sulla sua strada. I Five decisero di mettere in atto il loro piano e impadronirsi della struttura, e quindi lanciare un missile in Canada, ma furono fermati dagli Outsiders. Mammoth fu riportato ad Alcatraz, ma Jinx e gli altri membri dei Five rimasero a distanza.
Jinx fu poi vista tra le file della nuova Lega dell'Ingiustizia, e fu una dei criminali che comparvero in Salvation Run. Fu una dei criminali inviati a ritrovare la carta "Esci gratis dall'Inferno" dai Segreti Sei.
In The New 52 (un reboot dell'Universo DC del 2011) Jinx comparve come parte dei Fearsome Five. Il gruppo comparve come parte della Società Segreta che era alleata del Sindacato del crimine. Fu inviata insieme agli altri membri dei Fearsome Five, al Dottor Psycho e Hector Hammond a combattere contro Cyborg e i Metal Men. Alla fine venne sconfitta da Piombo.
Nel rilancio dei suoi fumetti nel 2016 con Rinascita, Jinx comparve come membro dei Fearsome Five.

## Poteri e abilità
Jinx è una strega elementale straordinaria che trae la sua magia dal suolo solido e naturale. A causa di ciò, cammina costantemente scalza per restare a contatto con il terreno, o altrimenti i suoi effetti magici si indeboliscono o vengono perduti. Le sue abilità elementali includono, ma non sono limitate a: generazione di potenti colpi energetici, creazione di raffiche di vento, evocazione di fiamme smeraldo, creazione di terremoti, creazione di illusioni, e dissolvenza di materia solida. Jinx possiede anche abilità precognitive che le permettono di avvertire eventi pericolosi momenti prima che accadano. Possiede l'abilità di conversare con la Terra stessa, al fine di manipolare gentilmente anche la più grande magia lì immagazzinata. Potrebbe avere altre abilità magiche, anche se niente è certo.

## Altre versioni
La versione animata di Jinx compare spesso negli spin-off dei fumetti della serie animata Teen Titans, cominciando dal n. 1. Nei numeri 26 e 27, si presume che a Jinx fu dato un cambio di versione (come si presume nell'episodio Lightspeed). Comparve nel n. 34 come ragazza di Kid Flash. Fu catturata insieme ad altre eroine da Blackfire e fu salvata dai Titans nel n. 36. Nel n. 39 era ancora con Kid Flash; quando Larry, che interpretava Cupido, colpì altre donne con le sue frecce dell'amore quando Flash non gli permise di essere colpito, era occupata a tenere lontane le altre donne da lui. Jinx comparve nel n. 40, all'epoca ancora come parte degli Hive Five, e nel n. 43 aiutò i Titans a sconfiggere i Fearsome Five. Nel n. 53, si rivelò che il soprannome di Jinx era "Lucky" e che era entrata in un rapporto di disappunto con Kid Kold (alias Leo), prima di unirsi agli H.I.V.E.. In quello stesso numero, ebbe il suo primo bacio con Kid Flash.

## In altri media

### Televisione
- Una versione più giovane di Jinx compare nella serie animata Teen Titans, doppiata in originale dall'attrice Lauren Tom in ogni episodio tranne l'ultimo, in cui fu doppiata da Tara Strong, in italiano da Barbara Pitotti. Qui è una studentessa della H.I.V.E. ed è vista spesso in compagnia di Mammoth e Gizmo. Ha la pelle pallida, capelli rosa, occhi rosa con pupille simili a quelle dei gatti e un atteggiamento da maga. I poteri di questa Jinx animata sono la manipolazione delle probabilità, molto simili a quelli delle ultime interpretazioni del personaggio di Scarlet Witch. In un episodio incontrò Kid Flash e fu colpita da lui, e fu costretta a decidere se aiutare Madame Rouge e la Confraternita del Male o Kid Flash. Decise di aiutare Kid Flash, a causa dei sentimenti per lui e del comportamento malvagio di Madame Rouge nei suoi confronti. Successivamente lasciò la H.I.V.E. e si unì ai Titans con Kid Flash, un'azione che lo stesso Cyborg commentò con "Beh, questo era inaspettato".
- Jinx appare, con il nome di Iella, anche in diversi episodi della serie animata Teen Titans Go!, doppiata di nuovo dall'attrice Lauren Tom e in italiano sempre da Barbara Pitotti.

### Film
- Jinx comparve in un cameo senza battute nel film animato Teen Titans Go! - Il film. In questo film, come molti altri criminali incluso Control Freak, Jinx comparve legata ad un segnale che formava il nome di Robin nel cielo durante il numero musicale "My Superhero Movie".
- Jinx ebbe un cameo senza battute in DC Super Hero Girls: Legends of Atlantis, la si vede dentro una caffetteria chiacchierando con Mammoth.

### Videogiochi
- Jinx compare come boss e personaggio non sbloccabile nel videogioco Teen Titans, doppiata da Lauren Tom.
- Jinx compare come boss nel videogioco Teen Titans per Game Boy Advance.
- Jinx comparve in DC Universe Online, doppiata da Claire Hamilton. Comparve come parte dell'estensione "Sons of Trigon".
- Jinx compare come personaggio giocabile in LEGO DC Super-Villains, sempre doppiata da Lauren Tom.

### Serie web
Jinx comparve in DC Hero Super Girls. La si può vedere come uno degli studenti di sfondo della Super Hero High. Il suo disegno si basa sull'aspetto nella serie animata Teen Titans.